# Wolfenstein 1-D
Wolfenstein 1-D — це демейк відеогри Wolfenstein 3D, створений американським розробником Майком Лахером, який представляє гру в мінімалістичному одновимірному стилі. У ній присутній той самий персонаж, Вільям «Бі Джей» Блазковіч, і сюжет відеогри 1992 року, але в одній лінії пікселів, де пікселі різного кольору позначають двері, ворогів, боєприпаси, здоров'я і випущені кулі. Гра отримала загалом позитивні відгуки, разом з коментарями про те, чи не варто її сприймати як критику сучасних 3D-ігор.

## Ігровий Процес
Гравці керують протагоністом серії Wolfenstein, Вільямом «Бі. Джей.» Блазковичем, який намагається втекти із замку Вольфенштейн, контрольованого нацистами. По дорозі він повинен перемагати охоронців і грабувати скарби, відкриваючи двері, щоб просуватися далі. Блазковіч, вороги, скарби, боєприпаси та пакети здоров'я, що відновлюють життя, зображені пікселями різного кольору. Вороги можуть стріляти поодинокими пострілами або з автоматичних гвинтівок.

## Оцінка
Блог про відеоігри Joystiq прокоментував це так: «Ми впевнені, що в більшості шутерів від першої особи бракує справжньої глибини оповіді, але ми цього не помітили, бо були зайняті тим, що так добре проводили час, стріляючи по всякій всячині». Сценарист MTV Адам Розенберг сказав: «Я не можу сказати, чи справді в неї цікаво грати, чи я просто насолоджуюся крутими ритмами оригінальної гри, що грає за нею… Можливо, ви зіграєте в неї лише один раз, але вона безумовно варта того, щоб витратити на неї хвилину або близько того вашого дня. Можливо, ваше життя не збагатиться, але хіба пошук нових і цікавих способів вбивати нацистів — це погано?» Кріс Плант для IFC запитав: «Чи є „Wolfenstein 1D“ тонким ударом по задушливій лінійності сучасних шутерів від першої особи? Такі ігри, як „Call of Duty“, забезпечують контрольований шлях, як атракціон у парку розваг, що створює ілюзію небезпеки, тоді як насправді кожен ворог знаходиться перед вашим дулом, і кожну втрату життя можна виправити за допомогою найближчого пакету здоров'я». Автор журналу Kotaku Майкл МакВертор (Michael McWhertor) сказав: «Захоплюйтеся, йдучи праворуч, розстрілюючи сині та помаранчеві лінії (нацисти!), відкриваючи блакитні лінії, що символізують двері, і відчайдушно сподіваючись, що з'явиться пурпурна лінія, коли у вас залишиться остання куля. Якщо вам справді байдужа графіка, грайте у Wolfenstein 1D». Джордж Вонг для технічного сайту Ubergizmo заявив: «Словами цю гру не описати, але якщо ви коли-небудь грали в Wolfenstein 3D раніше, вам варто випробувати її на собі».
Письменник Дункан Гір (Duncan Geere) прокоментував аргумент 2D проти 1D так: «О, і якщо бути педантом, то так, у нього є другий вимір — висотою всього в 1 піксель. Проте, якщо спроектувати його на наші екрани і перевести в пікселі, то це означає, що ви можете майже безкарно вийти сухим з води». Дописувач GamesRadar+ Метт Бредфорд (Matt Bradford) також прокоментував стиль 1D, сказавши: «1-D ігри можуть не вимагати спеціальних окулярів або дорогих телевізорів, але вони вимагають гарного зору і неабиякого рівня уяви. Можливо, DLC буде включати другий рівень?». Автор Rock Paper Shotgun Джим Россіньол у короткому огляді запитує: «Тільки тому, що щось можна зробити, не означає, що ви повинні це робити. Тим не менш, Wolfenstein 1-D напрочуд гарна. Чи не в цьому полягає справжня суть ігор?».

## Нотатки
- Erwan Cario (25 січня 2011). Wolfenstein 1-D. Libération. Архів оригіналу за 28 січня 2011. Процитовано 29 січня 2011. (English)
- Spielt den Klassiker in 1-D. Gamona.de. 26 січня 2011. Процитовано 29 січня 2011. (English)
- Alvaro Cordova Castilian (25 січня 2011). Los aficionados crean Wolfenstein 1-D como homenaje al clásico de id Software. 3D Juegos. Процитовано 29 січня 2011. (English)